# Залізнична платформа Лагунака
Залізнична платформа Лагунака (рос. Остановочная Платформа Лагунака) — населений пункт (тип: залізнична платформа) у Татарському районі Новосибірської області Російської Федерації.
Входить до складу муніципального утворення Новопервомайська сільрада. Населення становить 56 осіб (2010).

## Історія
Згідно із законом від 2 червня 2004 року органом місцевого самоврядування є Новопервомайська сільрада.

## Населення
| 2002 | 2007 | 2010 |
| ---- | ---- | ---- |
| 67   | ↗70  | ↘56  |